# Careca
Antônio de Oliveira Filho, ismertebb nevén Careca (Araraquara, 1960. október 5. –) brazil válogatott labdarúgó.
A brazil válogatott tagjaként részt vett az 1986-os világbajnokságon és as 1990-es világbajnokságon.

## Statisztika
| Brazil válogatott | Brazil válogatott | Brazil válogatott |
| Időszak           | Mérk.             | gól               |
| ----------------- | ----------------- | ----------------- |
| 1982              | 4                 | 0                 |
| 1983              | 11                | 5                 |
| 1984              | 0                 | 0                 |
| 1985              | 7                 | 3                 |
| 1986              | 11                | 8                 |
| 1987              | 4                 | 2                 |
| 1988              | 0                 | 0                 |
| 1989              | 6                 | 6                 |
| 1990              | 7                 | 3                 |
| 1991              | 1                 | 0                 |
| 1992              | 2                 | 0                 |
| 1993              | 7                 | 2                 |
| Összesen          | 60                | 29                |